# 3rd US Infantry Regiment

Vapenskölden för The Old Guard

3rd US Infantry Regiment (’Förenta Staternas 3:e infanteriregemente’) är ett regemente tillhörande infanteriet i USA:s armé som är baserat vid Joint Base Myer-Henderson Hall i Arlington County, Virginia. 

## Bakgrund och roll
Det är det äldsta kvarstående regementet i den amerikanska armén och grundades den 3 juni 1784 som First American Regiment. Regementet består för närvarande av tre bataljoner och är också känt som The Old Guard (’det gamla gardet’). Dess främsta uppgift är att upprätthålla förband för att delta i olika ceremonier i och kring huvudstaden Washington, D.C. Det är soldater från regementet som vaktar den okände soldatens grav inne på Arlingtonkyrkogården.
Regementet utgör tillsammans med United States Army Band en stor del av arméns Military District of Washington.
Även om regementets huvudsakliga uppgift är att medverka i ceremonier, är det ändock ett infanteriförband i armén liksom alla andra. Enheter ur regementet har deltagit i Irakkriget. 

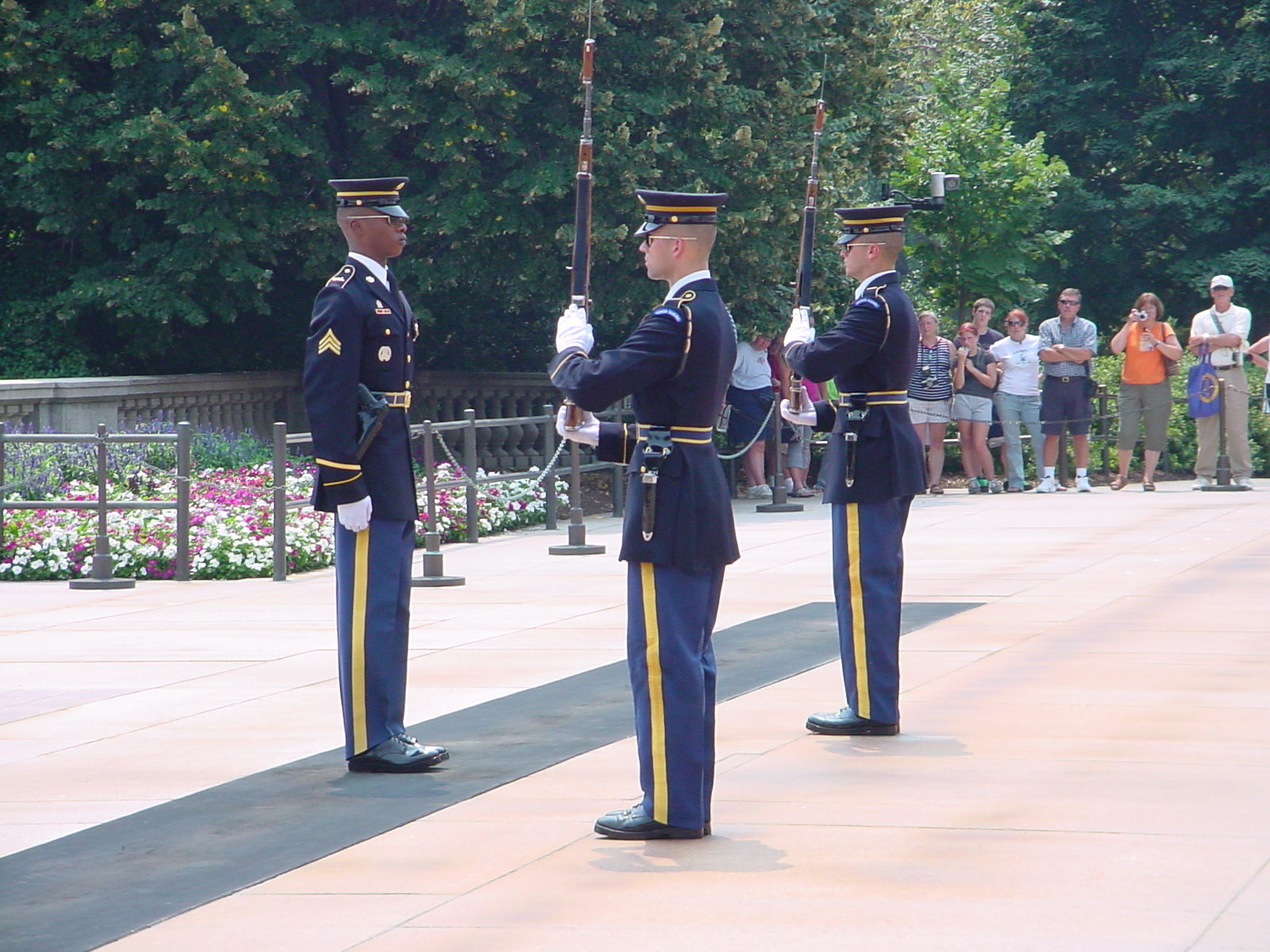
Vaktavlösning vid den okända soldatens grav.
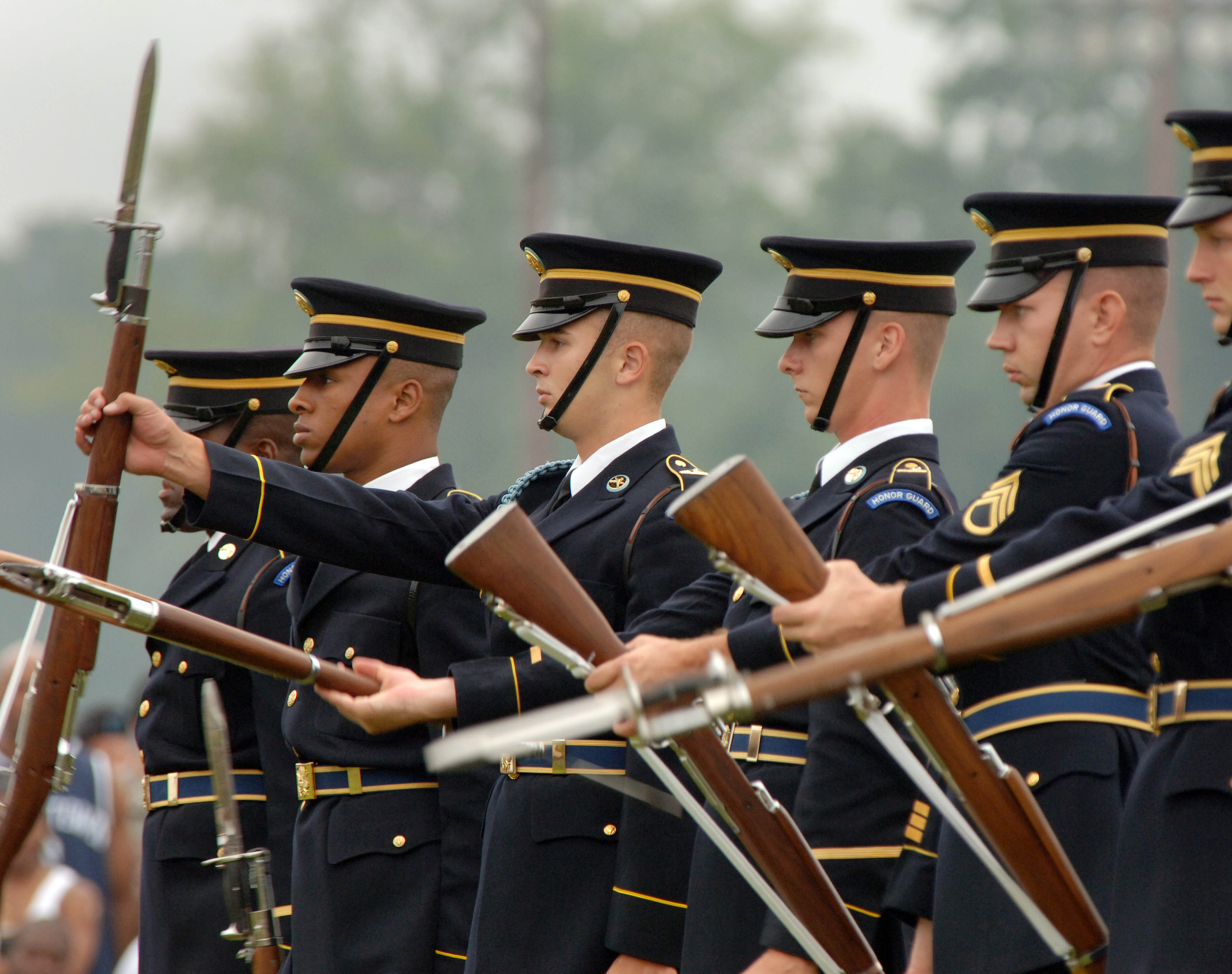
Uppvisningsexercislaget.
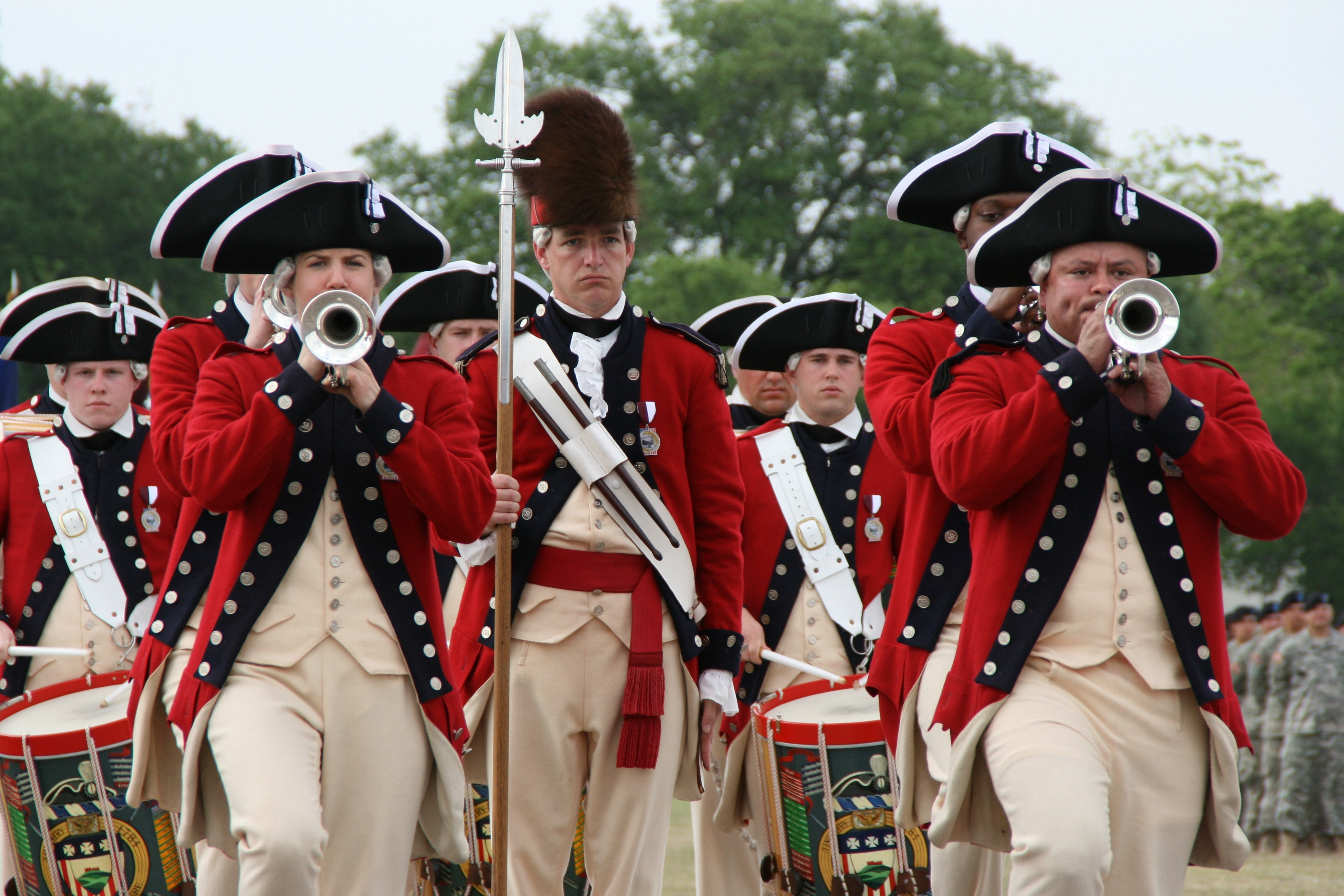
Musikkåren Old Guard Fife and Drum Corps.